# 秘魯革命聯盟
秘魯革命聯盟（西班牙語：Unión Revolucionaria）通稱革命聯盟，是一個於1931年由路易斯·米格爾·桑切斯·塞羅在秘魯成立的政黨。

## 選舉表現

### 國會選舉
|  | 17.8 % |

|  | 28.4 % |

|  | 25.5 % |